# Rarăul Câmpulung Moldovenesc
Rarăul Câmpulung Moldovenesc este o companie producătoare de produse lactate din România. Compania a fost înființată în anul 1961 și a devenit societate pe acțiuni cu capital integral privat în anul 1994.
În anul 2008, Albalact a cumpărat 77% din acțiunile companiei, devenind acționarul majoritar.
Cifra de afaceri în 2007: 4,8 milioane Euro
Venit net în 2007: 132.833 euro